# Хафет Сото
Хафет Сото (ісп. Jafet Soto, нар. 1 квітня 1976, Сан-Хосе) — костариканський футболіст, що грав на позиції півзахисника.

## Клубна кар'єра
У дорослому футболі дебютував 1994 року виступами за команду клубу «Ередіано». Він перший раз покинув цей клуб в 1995 році, після чого виступав за мексиканські команди: «Пуебла» (у 1998—1999, 2002 та 2003—2004 роках), «Монаркас» (1995—1998 і 2001 роках), «Атлас», «Пачука» і «Естудіантес Текос».
Влітку 2006 року Сото перейшов до клубу MLS «Реал Солт-Лейк», але через кілька місяців повернувся на батьківщину, де став капітаном «Ередіано». Він оголосив про завершення кар'єри гравця в листопаді 2008 року і провів свій останній матч 17 січня 2009 року проти «Брухаса», в якому забив на 19-й хвилині і був тут же замінений. Його ж гол так і залишився єдиним і переможним для «Ередіано» в тій зустрічі.

## Виступи за збірні
1995 року залучався до складу молодіжної збірної Коста-Рики, у складі якої виступав на молодіжному чемпіонаті світу 1995 року в Катарі, де забив гол, який допоміг його команді обіграти Німеччину (2:1), але тим не менш костариканці не вийшли з групи.
У січні 1994 року дебютував в офіційних іграх у складі національної збірної Коста-Рики у товариському матчі проти збірної Норвегії. На його рахунку 21 зустріч в рамках відбіркових турнірів чемпіонатів світу, але травми і невдачі позбавили його можливості зіграти за Коста-Рику на світовій першості 2002 року. Сото брав участь у матчах Кубка націй Центральної Америки у 1999, 2001 і 2005 років, Золотого кубка КОНКАКАФ 2000 та 2005 років у США, а також розіграшу Кубка Америки 1997 року у Болівії.
У жовтні 2005 року Сото провів свій останній матч за Коста-Рику, в рамках відбіркового турніру до чемпіонату світу 2006 року проти Гватемали. Всього за національну збірну Сото провів 63 гри і забив 10 м'ячів.

## Тренерська кар'єра
У вересні 2011 року Хафет Сото зайняв посаду адміністратора в «Ередіано», а потім став і головним тренером. У травні 2012 року він очолив костариканський клуб «Перес-Селедон», але вже в серпні того ж року пішов з посади, щоб працювати головним тренером молодіжної збірної Коста-Рики.
У 2013 році Сото став спортивним директором в «Ередіано», а в серпні 2014 року був призначений головним тренером команди.

## Титули і досягнення
Гравець
- Переможець Кубка центральноамериканських націй: 1999, 2005

Тренер
- Срібний призер Центральноамериканських ігор: 2013